# Pingüècula
Una pingüècula és un tipus comú de degeneració de l'estroma conjuntival a l'ull. Apareix com una placa blanc-grogueca elevada a la conjuntiva bulbar propera al limbe. La calcificació també es pot veure de tant en tant.

## Etiologia
Es desconeix l'etiologia exacta, però pot associar-se amb l'envelliment i l'exposició excessiva a la llum ultraviolada.

## Tractament
Les pingüècules poden augmentar lentament amb el pas del temps, però són una afecció benigna, que normalment no requereix cap tractament. Les llàgrimes artificials poden ajudar a alleujar les molèsties, si es produeixen.